# 特鲁毛
特鲁毛是奥地利下奥地利州巴登县的一个市镇。总面积18.57平方公里，总人口2736人，人口密度147.3人/平方公里（2005年）。